# Adiantum ovalescens
Adiantum ovalescens är en kantbräkenväxtart som beskrevs av Fée. Adiantum ovalescens ingår i släktet Adiantum och familjen Pteridaceae. Inga underarter finns listade.